# SEACOM (telefoonlijn)
SEACOM is een telefoonlijn tussen Hongkong en Maleisië. De verbinding werd operationeel in 1967. De lijn wordt vooral gebruikt voor internationale gesprekken. De verbinding is een onderzeese kabel.